# Ein Engel auf Erden (Fernsehserie)/Episodenliste
Diese Episodenliste enthält alle Episoden der US-amerikanische Dramaserie Ein Engel auf Erden, sortiert nach der US-amerikanischen Erstausstrahlung. Zwischen 1984 und 1989 entstanden in fünf Staffeln insgesamt 111 Episoden mit einer Länge von jeweils etwa 46 Minuten.

## Staffel 1
| Nr. (gesamt) | Nr. (Staffel) | Deutscher Titel                                   | Originaltitel                   | Erstausstrahlung USA | Erstausstrahlung D     |
| ------------ | ------------- | ------------------------------------------------- | ------------------------------- | -------------------- | ---------------------- |
| 1            | 1             | Pilot (1)                                         | Highway to Heaven (1)           | 19. September 1984   | 1. Januar 1987 (ZDF)   |
| 2            | 2             | Pilot (2)                                         | Highway to Heaven (2)           | 19. September 1984   | 1. Januar 1987 (ZDF)   |
| 3            | 3             | Ich wünsch mir einen blauen Mond                  | To Touch the Moon               | 26. September 1984   | 29. Januar 1988 (RTL)  |
| 4            | 4             | … wenn es dem bösen Nachbarn nicht gefällt        | The Return of the Masked Rider  | 3. Oktober 1984      | 11. März 1988 (RTL)    |
| 5            | 5             | Das Lied vom kleinen Glück                        | Song of the Wild West           | 17. Oktober 1984     | 6. Februar 1987 (ZDF)  |
| 6            | 6             | Du bist der Sieger (1)                            | One Fresh Batch of Lemonade (1) | 24. Oktober 1984     | 24. April 1987 (ZDF)   |
| 7            | 7             | Du bist der Sieger (2)                            | One Fresh Batch of Lemonade (2) | 31. Oktober 1984     | 24. April 1987 (ZDF)   |
| 8            | 8             | Familienstreit                                    | A Divine Madness                | 7. November 1984     | 6. Oktober 1988 (ZDF)  |
| 9            | 9             | Das Glück fällt nicht vom Himmel                  | Catch a Falling Star            | 14. November 1984    | 23. Januar 1987 (ZDF)  |
| 10           | 10            | Freundschaften                                    | Help Wanted: Angel              | 21. November 1984    | 13. Oktober 1988 (ZDF) |
| 11           | 11            | Wie der Staub an deinen Füßen                     | Dust Child                      | 28. November 1984    | 27. März 1987 (ZDF)    |
| 12           | 12            | Das Hotel der Träume                              | Hotel of Dreams                 | 12. Dezember 1984    | 16. Januar 1987 (ZDF)  |
| 13           | 13            | Einmal werdet ihr noch wach                       | Another Song for Christmas      | 19. Dezember 1984    | 2. Januar 1987 (ZDF)   |
| 14           | 14            | Tödliche Spiele                                   | Plane Death                     | 9. Januar 1985       | 9. Januar 1987 (ZDF)   |
| 15           | 15            | Auf den Schwingen der Liebe                       | One Winged Angels               | 16. Januar 1985      | 6. März 1987 (ZDF)     |
| 16           | 16            | Reise in die Vergangenheit                        | Going Home, Going Home          | 23. Januar 1985      | 3. Juli 1987 (ZDF)     |
| 17           | 17            | Nachsitzen fürs Leben                             | As Difficult as ABC             | 30. Januar 1985      | 13. Mai 1988 (RTL)     |
| 18           | 18            | Wir sind alle Gotteskinder                        | A Child of God                  | 6. Februar 1985      | 10. April 1987 (ZDF)   |
| 19           | 19            | Liebe ist eine Himmelsmacht                       | A Match Made in Heaven          | 20. Februar 1985     | 15. Mai 1987 (ZDF)     |
| 20           | 20            | Späte Einsicht                                    | The Banker and the Bum          | 27. Februar 1985     | 20. Oktober 1988 (ZDF) |
| 21           | 21            | Der Kinderstar                                    | The Brightest Star              | 6. März 1985         | 27. Februar 1987 (ZDF) |
| 22           | 22            | Club der armen Unternehmer                        | An Investment in Caring         | 13. März 1985        | 30. Januar 1987 (ZDF)  |
| 23           | 23            | Die richtige Entscheidung                         | The Right Thing                 | 27. März 1985        | 27. Oktober 1988 (ZDF) |
| 24           | 24            | Liebe geht seltsame Wege (1): Spiel mit dem Feuer | Thoroughbreds (1)               | 1. Mai 1985          | 13. Februar 1987 (ZDF) |
| 25           | 25            | Liebe geht seltsame Wege (2): Herzen in Not       | Thoroughbreds (2)               | 8. Mai 1985          | 20. Februar 1987 (ZDF) |

## Staffel 2
| Nr. (gesamt) | Nr. (Staffel) | Deutscher Titel                       | Originaltitel                         | Erstausstrahlung USA | Erstausstrahlung D       |
| ------------ | ------------- | ------------------------------------- | ------------------------------------- | -------------------- | ------------------------ |
| 26           | 1             | Glück ohne Hoffnung (1)               | A Song for Jason (1)                  | 18. September 1985   | 30. Juni 1988 (RTL)      |
| 27           | 2             | Glück ohne Hoffnung (2)               | A Song for Jason (2)                  | 25. September 1985   | 30. Juni 1988 (RTL)      |
| 28           | 3             | Engel in Uniform                      | Bless the Boys in Blue                | 2. Oktober 1985      | 3. April 1987 (ZDF)      |
| 29           | 4             | Aschenputtel                          | Cindy                                 | 23. Oktober 1985     | 12. Juni 1987 (ZDF)      |
| 30           | 5             | Jonathan und der Teufel               | The Devil and Jonathan Smith          | 30. Oktober 1985     | 12. Februar 1988 (ZDF)   |
| 31           | 6             | Gelähmte Schwingen                    | Birds of a Feather                    | 6. November 1985     | 20. März 1987 (ZDF)      |
| 32           | 7             | Der Mann aus dem Kiosk                | Popcorn, Peanuts and CrackerJacks     | 13. November 1985    | 23. September 1988 (RTL) |
| 33           | 8             | Die Erscheinung                       | The Smile in the Third Row            | 20. November 1985    | 10. November 1988 (RTL)  |
| 34           | 9             | Das Geständnis                        | The Secret                            | 27. November 1985    | 3. November 1988 (RTL)   |
| 35           | 10            | Denn du bist ein Mensch (1): Gefangen | The Monster (1)                       | 4. Dezember 1985     | 22. Mai 1987 (ZDF)       |
| 36           | 11            | Denn du bist ein Mensch (2): Befreit  | The Monster (2)                       | 11. Dezember 1985    | 29. Mai 1987 (ZDF)       |
| 37           | 12            | Der gute Onkel Doktor                 | The Good Doctor                       | 18. Dezember 1985    | 14. Oktober 1988 (RTL)   |
| 38           | 13            | Frierendes Herz                       | Alone                                 | 8. Januar 1986       | 5. Juni 1987 (ZDF)       |
| 39           | 14            | Wie ein Junges im Nest                | Close Encounters of the Heavenly Kind | 15. Januar 1986      | 22. Januar 1987 (ZDF)    |
| 40           | 15            | Rollentausch                          | Change of Life                        | 29. Januar 1986      | 17. November 1988 (RTL)  |
| 41           | 16            | Bis dass der Tod euch scheidet        | Keep Smiling                          | 5. Februar 1986      | 7. Oktober 1988 (RTL)    |
| 42           | 17            | Der Engel mit dem „B“ davor           | The Last Assignment                   | 12. Februar 1986     | 19. Juni 1987 (ZDF)      |
| 43           | 18            | Der vergessene Held                   | To Bind the Wounds                    | 19. Februar 1986     | 24. November 1988 (RTL)  |
| 44           | 19            | Die Freude kann enden in Leid         | Heaven on Earth                       | 26. Februar 1986     | 15. April 1988 (RTL)     |
| 45           | 20            | Ost-West ist eine Himmelsrichtung     | Summit                                | 5. März 1986         | 29. April 1988 (RTL)     |
| 46           | 21            | Fluch der Vergangenheit               | The Torch                             | 12. März 1986        | 10. März 1989 (RTL)      |
| 47           | 22            | Wind weht übers Meer                  | Sail Away                             | 2. April 1986        | 5. Februar 1988 (RTL)    |
| 48           | 23            | Kinder der Liebe                      | Children’s Children                   | 30. April 1986       | 8. Mai 1987 (ZDF)        |
| 49           | 24            | Freundinnen                           | Friends                               | 7. Mai 1986          | 26. Juni 1987 (ZDF)      |

## Staffel 3
| Nr. (gesamt) | Nr. (Staffel) | Deutscher Titel                     | Originaltitel                              | Erstausstrahlung USA | Erstausstrahlung D      |
| ------------ | ------------- | ----------------------------------- | ------------------------------------------ | -------------------- | ----------------------- |
| 50           | 1             | Auch Liebe ist ein Pflegefall (1)   | A Special Love (1)                         | 24. September 1986   | 27. Mai 1988 (RTL)      |
| 51           | 2             | Auch Liebe ist ein Pflegefall (2)   | A Special Love (2)                         | 1. Oktober 1986      | 27. Mai 1988 (RTL)      |
| 52           | 3             | Grüße aus dem Hundehimmel           | For the Love of Larry                      | 8. Oktober 1986      | 4. März 1988 (ZDF)      |
| 53           | 4             | Unerwünschter Familienzuwachs       | Another Kind of War, Another Kind of Peace | 15. Oktober 1986     | 1. Dezember 1988 (RTL)  |
| 54           | 5             | Der Vater aus der Fernsehserie      | That’s Our Dad                             | 29. Oktober 1986     | 22. April 1988 (RTL)    |
| 55           | 6             | Liebe auf den zweiten Blick         | Love at Second Sight                       | 5. November 1986     | 8. Dezember 1988 (RTL)  |
| 56           | 7             | Das Glück kommt in die Jahre (1)    | Love And Marriage (1)                      | 12. November 1986    | 20. Mai 1988 (RTL)      |
| 57           | 8             | Das Glück kommt in die Jahre (2)    | Love And Marriage (2)                      | 12. November 1986    | 20. Mai 1988 (RTL)      |
| 58           | 9             | Codename: Freak                     | Code Name: FREAK                           | 19. November 1986    | 21. Oktober 1988 (RTL)  |
| 59           | 10            | Versöhnung                          | Man to Man                                 | 26. November 1986    | 15. Dezember 1988 (RTL) |
| 60           | 11            | Ein Himmelsbote im Senat            | Jonathan Smith Goes to Washington          | 3. Dezember 1986     | 28. Oktober 1988 (RTL)  |
| 61           | 12            | Der glückliche Mark                 | Oh Lucky Man                               | 10. Dezember 1986    | 19. Februar 1988 (RTL)  |
| 62           | 13            | Die Nacht der Wunder                | Basinger’s New York                        | 17. Dezember 1986    | 24. Dezember 1988 (RTL) |
| 63           | 14            | … und führe uns nicht in Versuchung | All That Glitters                          | 7. Januar 1987       | 18. März 1988 (RTL)     |
| 64           | 15            | Wohltun errettet vom Tode           | Wally                                      | 14. Januar 1987      | 8. Januar 1988 (RTL)    |
| 65           | 16            | Ein Lied aus der Fremde             | A Song of Songs                            | 21. Januar 1987      | 9. Dezember 1988 (RTL)  |
| 66           | 17            | Die Reifeprüfung                    | A Night to Remember                        | 28. Januar 1987      | 29. Dezember 1988 (RTL) |
| 67           | 18            | In Liebe, Deine Tochter             | A Mother and a Daughter                    | 4. Februar 1987      | 6. Mai 1988 (RTL)       |
| 68           | 19            | … und unsern kranken Nachbarn auch  | Normal People                              | 11. Februar 1987     | 15. Januar 1988 (ZDF)   |
| 69           | 20            | Schmerzende Narben                  | The Hero                                   | 18. Februar 1987     | 26. Dezember 1988 (RTL) |
| 70           | 21            | Schleichendes Gift                  | Parents’ Day                               | 25. Februar 1987     | 4. November 1988 (RTL)  |
| 71           | 22            | Ein Vater und sein Sohn             | A Father’s Faith                           | 4. März 1987         | 2. Dezember 1988 (RTL)  |
| 72           | 23            | Liebe heilt Wunden                  | Heavy Date                                 | 18. März 1987        | 25. März 1988 (RTL)     |
| 73           | 24            | Verliebt in einen Geist             | Ghost Rider                                | 1. April 1987        | 5. Januar 1989 (RTL)    |
| 74           | 25            | Tod auf Bewährung                   | The Gift of Life                           | 6. Mai 1987          | 8. April 1988 (RTL)     |

## Staffel 4
| Nr. (gesamt) | Nr. (Staffel) | Deutscher Titel         | Originaltitel                | Erstausstrahlung USA | Erstausstrahlung D      |
| ------------ | ------------- | ----------------------- | ---------------------------- | -------------------- | ----------------------- |
| 75           | 1             | Sein bester Freund (1)  | Man’s Best Friend (1)        | 16. September 1987   | 12. Januar 1989 (RTL)   |
| 76           | 2             | Sein bester Freund (2)  | Man’s Best Friend (2)        | 23. September 1987   | 19. Januar 1989 (RTL)   |
| 77           | 3             | Ein fairer Kampf        | Fight For Your Life          | 30. September 1987   | 26. Januar 1989 (RTL)   |
| 78           | 4             | Feine Gesellschaft      | The People Next Door         | 21. Oktober 1987     | 10. Februar 1989 (RTL)  |
| 79           | 5             | Ein schlechter Scherz   | I Was A Middle Aged Werewolf | 28. Oktober 1987     | 17. Februar 1989 (RTL)  |
| 80           | 6             | Alles Theater           | Playing For Keeps            | 4. November 1987     | 24. Februar 1989 (RTL)  |
| 81           | 7             | Flucht in den Traum     | Amazing Man                  | 11. November 1987    | 3. März 1989 (RTL)      |
| 82           | 8             | Lebenshilfe             | All the Colors of the Heart  | 18. November 1987    | 17. März 1989 (RTL)     |
| 83           | 9             | Mitbestraft             | Why Punish The Children?     | 25. November 1987    | 24. März 1989 (RTL)     |
| 84           | 10            | Herzlos                 | A Dream Of Wild Horses       | 2. Dezember 1987     | 30. März 1989 (RTL)     |
| 85           | 11            | Tod auf dem Schulhof    | In With the ‚In‘ Crowd       | 9. Dezember 1987     | 31. März 1989 (RTL)     |
| 86           | 12            | Weihnachtsmann in Nöten | With Love, The Claus         | 23. Dezember 1987    | 22. Dezember 1988 (RTL) |
| 87           | 13            | Unzertrennlich          | A Mother’s Love              | 6. Januar 1988       | 7. April 1989 (RTL)     |
| 88           | 14            | Der Landarzt            | Country Doctor               | 13. Januar 1988      | 14. April 1989 (RTL)    |
| 89           | 15            | Revanche                | Time In A Bottle             | 20. Januar 1988      | 21. April 1989 (RTL)    |
| 90           | 16            | Veränderung             | Back To Oakland              | 3. Februar 1988      | 28. April 1989 (RTL)    |
| 91           | 17            | Eine große Liebe (1)    | We Have Forever (1)          | 10. Februar 1988     | 5. Mai 1989 (RTL)       |
| 92           | 18            | Eine große Liebe (2)    | We Have Forever (2)          | 17. Februar 1988     | 12. Mai 1989 (RTL)      |
| 93           | 19            | Visionen                | The Correspondent            | 24. Februar 1988     | 4. Mai 1989 (RTL)       |
| 94           | 20            | Selbstmitleid           | Aloha                        | 2. März 1988         | 19. Mai 1989 (RTL)      |
| 95           | 21            | Hoffnung für Lee (1)    | A Dolphin Song For Lee (1)   | 16. März 1988        | 9. Juni 1989 (RTL)      |
| 96           | 22            | Hoffnung für Lee (2)    | A Dolphin Song For Lee (2)   | 23. März 1988        | 16. Juni 1989 (RTL)     |
| 97           | 23            | Himmlischer Fehler      | Heaven Nose, Mr. Smith       | 30. März 1988        | 2. Juni 1989 (RTL)      |
| 98           | 24            | Ganz der Vater          | The Whole Nine Yards         | 27. April 1988       | 26. Mai 1989 (RTL)      |

## Staffel 5
| Nr. (gesamt) | Nr. (Staffel) | Deutscher Titel             | Originaltitel                | Erstausstrahlung USA | Erstausstrahlung D      |
| ------------ | ------------- | --------------------------- | ---------------------------- | -------------------- | ----------------------- |
| 99           | 1             | Der Wahlkampf               | Whose Trash Is It Anyway?    | 12. Oktober 1988     | 13. März 1991 (RTL)     |
| 100          | 2             | Liebe der Vergangenheit (1) | Hello and Farewell (1)       | 7. Dezember 1988     | 20. März 1991 (RTL)     |
| 101          | 3             | Liebe der Vergangenheit (2) | Hello and Farewell (2)       | 7. Dezember 1988     | 27. März 1991 (RTL)     |
| 102          | 4             | Der Glaubenszwang           | The Silent Bell              | 21. März 1989        | 10. April 1991 (RTL)    |
| 103          | 5             | Das Klassentreffen          | The Reunion                  | 2. Juni 1989         | 17. April 1991 (RTL)    |
| 104          | 6             | Rufmord                     | The Source                   | 9. Juni 1989         | 24. April 1991 (RTL)    |
| 105          | 7             | Der Mann des Jahres         | The Squeaky Wheel            | 16. Juni 1989        | 8. Mai 1991 (RTL)       |
| 106          | 8             | Die Altersgrenze            | Goodbye, Mr. Zelinka         | 23. Juni 1989        | 15. Mai 1991 (RTL)      |
| 107          | 9             | Das Versprechen             | Choices                      | 30. Juni 1989        | 22. Mai 1991 (RTL)      |
| 108          | 10            | Ein neuer Anfang?           | Summer Camp                  | 14. Juli 1989        | 3. April 1991 (RTL)     |
| 109          | 11            | Ein unnötiges Opfer         | The Inner Limits             | 21. Juli 1989        | 29. Mai 1991 (RTL)      |
| 110          | 12            | Ein traumhafter Auftrag     | It’s A Dog’s Life            | 28. Juli 1989        | 5. Juni 1991 (RTL)      |
| 111          | 13            | Schöne Zukunft              | Merry Christmas From Grandpa | 4. August 1989       | 24. Dezember 1991 (RTL) |